# Verona Baseball Team
Il Verona Baseball Team nasce nel 1975 a Verona. Milita in Serie A, la massima serie del campionato italiano di baseball.

## Storia
La società odierana, fondata nel 1975 racchiude e continua la tradizione sportiva di diverse società che negli anni si alternarono nel panorama del baseball veronese, in particolar modo il Verona Baseball Club.
Nel 1991 Verona perse la finale scudetto contro Parma Baseball, con gli emiliani che si imposero per 3-0 nella serie.; è questo il miglior risultato mai ottenuto nella sua storia.
In tempi recenti la società scaligera ha alternato stagioni in serie B e serie A. Dal 2014 milita nella massima serie italiana, grazie alla promozione ottenuta nell'annata precedente.

## Cronistoria
- 1987: Serie A - (7-35 .167)
- 1988:
- 1989:
- 1990: Serie A - ( 10-56 .152 ) retrocesso in Serie A2
- 1991: Serie A2 - ( 28-8 .778 ) promosso in Serie A - Finale Scudetto 0-3 vs.Parma Angels
- 1992: Serie A - ( 18-18 .500 ) retrocesso in Serie A2
- 1993: Serie A2 - ( 25-11 .694 ) promosso in Serie A
- 1994: Serie A - (20-28 .417)
- 1995: Serie A - (17-37 .315)
- 1996: Serie A - ( 18-36 .333 )[3][4]
- 1997: Serie A - ( 0-54 .000 ) retrocesso in Serie B[5]
- 1998: Serie B - ( ??-?? .??? ) promosso in Serie A2
- 1999: Serie A2 - (16-12 .571)
- 2000: Serie A2 - (22-14 .611)
- 2001: Serie A2 - (25-11 .694)
- 2002: Serie A2 - (17-26 .395)
- 2003: Serie A2 - ( 16-28 .364 ) retrocesso in Serie B
- 2004: Serie B - (22-14 .611)
- 2005: Serie B - ( 25-7 .781 ) promosso in Serie A2
- 2006: Serie A2 - ( ??-?? .??? )
- 2007: Serie A2 - ( 10-26 .278 )  retrocesso in Serie B
- 2008: Serie B - ( 31-5 .861 ) promosso in Serie A2
- 2009: Serie A2 - (23-13 .639)
- 2010: IBL2 - ( 17-9 .607 ) Semifinale 0-2 vs. Nettuno IBL2
- 2011: IBL2 - (12-16 .428)
- 2012: Serie B (2° Playoff) 1° Coppa Italia
- 2013: Serie B
- 2014: Serie A
- 2015: Serie A

Cronistoria in Serie A
Dal 1986 e cioè da quando il Campionato italiano di baseball è strutturato con i play-off.
| 86 | 87 | 88 | 89 | 90 | 91 | 92 | 93 | 94 | 95 | 96 | 97 |
| -- | -- | -- | -- | -- | -- | -- | -- | -- | -- | -- | -- |
| -  | 6B | -  | -  | 8A | F  | 7A | 2B | 6  | 8  | 8  | 10 |

Legenda
     F, Finalista
     pos., Retrocessa